# Bárbara Torres
Bárbara Ernestina Torres (Mar del Plata, Argentina, 11 de abril de 1971) es una actriz y comediante argentinomexicana. Es conocida por haber interpretado al personaje de Excelsa, en la serie La familia P. Luche (2002).

## Biografía y carrera
Nacida en Mar del Plata, a 410 km al sur de la ciudad de Buenos Aires (Argentina).
Mientras hacía la escuela secundaria, estudió en el Colegio Superior de Piano, en Mar del Plata, del que egresó como profesora de piano. Empezó a trabajar a los 17 años de edad. Cuando terminó la escuela secundaria se mudó a la ciudad de Buenos Aires, donde ingresó en la Escuela Nacional de Arte Dramático Cunill Cabanellas. y de donde egresó con dos títulos: licenciada en Arte Dramático y en Pedagogía (profesora de teatro). En 2002 viajó a México para trabajar en comerciales. Sin embargo, hizo un casting en la empresa televisiva Televisa y fue contratada para participar en La familia P. Luche, proyecto de Eugenio Derbez en el que trabajó durante diez años hasta que terminó la serie.
Desde 2013 trabajó dos años en la obra de teatro ¿Por qué las mujeres aman a los pendejos? ―donde representó a una psicoanalista llamada Inés Table―, que llevó de gira por todo México.
junto al actor Juan Frese. En abril de 2014 recibió un premio en Monterrey por las 1850 representaciones de la obra Claudio, ¿eres... eso?, acerca de la discriminación contra los gais. En 2015 trabajó con Daniela Luján en Blanca Nieves, el musical, la cual se escenifica los domingos, en el Teatro Julio Prieto. Trabajó en la serie Burócratas Inc., de Israel Jaitovich. Participó en el programa de televisión Estrella2, de Israel Jaitovich. Tuvo su propio espectáculo en teatro: El show de Excelsa. Participó en la obra de teatro Caperucita Roja con Javier Carranza.

## Vida personal
Se casó en 1997. Tiene dos hijos.

## Filmografía

### Series de televisión
- XHDRBZ (2002) .... Enfermera (1 episodio: Una de lobos)
- La familia P. Luche (2002-2012) .... Excelsa
- Hospital El Paisa (2004) .... Evita Dolores Sobando
- Adictos TV (2009)
- Desmadruga2 (2009) .... Varios personajes
- La rosa de Guadalupe (2008-2016) .... Eleonor (Capítulo: El camino de la inclusión) / Elena (Capítulo: Arriba los feos)
- Estrella2 (2012-2013) .... Varios personajes
- Como dice el dicho (2015) .... Dora (1 episodio)
- Lorenza (2019–2020) .... Lorenza / Raymunda
- Sobreamor[13] (2020) .... Andrea
- Junta de vecinos (2021-2022) .... Graciela "Chela" Chumacero de Domínguez.

### Telenovelas
- Niña de mi corazón (2010) .... Florencia
- Esperanza del corazón (2011-2012) .... Bobbie
- Miss XV (2012) .... Mamá de Dosberto
- Corazón indomable (2013) Agripina
- La vecina (2015-2016) .... Zigala
- Despertar contigo (2016) .... Monja
- Enamorándome de Ramón (2017) .... Luisa Navarro
- Papá a toda madre (2017-2018) .... Gladys
- Cabo (2022-2023) .... Carmen Pérez[14]

### Programas de televisión
- Vida TV (2004-2005) .... La bruja Carmela
- Muévete (2006-2007) .... La bruja Carmela
- Qué tarde tan padre (2008) .... Conductora
- Humor a quien humor merece (2010) .... Jueza
- 100 mexicanos dijieron (2010) .... La bruja Carmela (invitada, 1 episodio)
- El gran chapuzón (2014) .... Concursante
- Junta de vecinos (2021) .... "Chela" Chumacero.[15]
- Las estrellas bailan en Hoy (2022) .... Concursante[16]
- La casa de los famosos: México (2023) .... 6.ª eliminada[17]
- Humor sin barreras (2023) .... Ella misma[18]
- Está libre (2023)[19]
- MasterChef Celebrity (2025) ... Ella misma[20]

### Teatro
- Amando a Rolando (2003)
- Un amante sin... vergüenza (2011)[21]
- Busco al hombre de mi vida (marido ya tuve) (2012)